# Гаврылюк, Нина Васильевна
Нина Васильевна Гаврылюк (род. 13 апреля 1965, Ленинград) — советская и российская лыжница, трёхкратная олимпийская чемпионка и шестикратная чемпионка мира (все — в эстафетах). Заслуженный мастер спорта СССР (1987).

## Спортивная карьера
Тренеры ― Дмитриев Александр Арсентьевич, Вадим Анучин. В период активной карьеры в национальной сборной Нина Гаврылюк тренировалась под руководством Николая Лопухова и Александра Грушина.
Дебютировала на Кубке мира 10 декабря 1986 года в австрийском Рамзау. Уже в дебютной гонке завоевала первые кубковые очки (13-е место в гонке на 10 км свободным стилем). Первый подиум — бронза 13 февраля 1994 года на Олимпиаде в Лиллехаммере (гонка на 15 км свободным стилем). Первая победа на Кубке мира — 20 декабря 1994 года в Саппаде (гонка на 5 км свободным стилем).
На олимпийских играх три раза становилась олимпийской чемпионкой в составе эстафетной четверки в 1988, 1994 и 1998 годах. В индивидуальных гонках на её счету бронзовая медаль олимпиады 1994 в гонке на 15 км. Принимала участие в олимпиаде 2002 в Солт-Лейк-Сити.
На чемпионатах мира становилась чемпионкой в эстафетных гонках шесть раз в период с 1987 по 2001 год. В личных гонках в её активе три серебряные медали на чемпионатах 1995 и 1999 годов. Всего на счету Нины Гаврылюк 11 медалей различного достоинства.
На Кубке мира лыжница демонстрировала стабильно высокие результаты. В мировой классификации лыжниц она почти все 90-е годы была в десятке лучших. Самыми успешными для Гаврылюк стали сезон 1994/1995 годов (второе место в общем зачете) и сезон 1998/1999 годов (третье место в общем зачете). В сезоне 1996/1997 годов Нина Гаврылюк была третьей в итоговом зачете дистанционных дисциплин. Лыжница имеет пять индивидуальных побед на Кубке мира и 35 подиумов. В сезоне 1998/1999 годов Нина Гаврылюк по результатам этапов Кубка мира была первым номером российской сборной.
Регулярно попадала в состав эстафетных сборных России на международных турнирах. По словам Елены Вяльбе, в эстафетах Нина всегда показывала результаты, превышающие ее показатели в индивидуальных гонках. «Знали, что в командной гонке Гаврылюк никогда не подведет».
Является многократной чемпионкой СССР и России.

## Результаты Нины Гаврылюк на Кубке мира
| Сезон     | Генеральный зачет | Генеральный зачет | Дистанционные виды | Дистанционные виды     | Спринт | Спринт |
| Сезон     | Очки              | Место             | Очки               | Место                  | Очки   | Место  |
| --------- | ----------------- | ----------------- | ------------------ | ---------------------- | ------ | ------ |
| 1986/87   | 13                | 28                | -                  | -                      | -      | -      |
| 1987/88   | 11                | 36                | -                  | -                      | -      | -      |
| 1988/89   | 28                | 18                | -                  | -                      | -      | -      |
| 1992/93   | 258               | 11                | -                  | -                      | -      | -      |
| 1993/94   | 356               | 8                 | -                  | -                      | -      | -      |
| 1994/95   | 840               | 2                 | -                  | -                      | -      | -      |
| 1995/96   | 717               | 4                 | -                  | -                      | -      | -      |
| 1996/97   | 518               | 4                 | 205                | 3                      | 203    | 6      |
| 1997/98   | 279               | 11                | 87                 | 14                     | 204    | 8      |
| 1998/99   | 705               | 3                 | 215                | 6                      | 401    | 4      |
| 1999/2000 | 857               | 5                 | 213 439            | 6 7(средние дистанции) | 205    | 4      |
| 2000/01   | 481               | 8                 | -                  | -                      | 125    | 11     |
| 2001/02   | 330               | 13                | -                  | -                      | 40     | 37     |
| 2002/03   | 230               | 18                | -                  | -                      | -      | -      |

## Биография
Родилась 13 апреля 1965 года в Ленинграде.
Окончила Государственный дважды орденоносный институт физической культуры им. П. Ф. Лесгафта (Ленинград) (1988).
Награждена орденом Почёта (1994), орденом «За заслуги перед Отечеством» IV степени (1997), Почётным знаком «За развитие физической культуры и спорта» (1997), имеет благодарность Президента Российской Федерации (1998).
С середины 2000-х живёт и работает в США.
Мужем Нины Гаврылюк был известный советский и российский лыжник Игорь Бадамшин (1966—2014), дочь Евгения (1990 г.).